# Gateholm
Gateholm ist eine Gezeiteninsel, etwa 13 km westlich von Milford Haven vor der Südwestküste von Pembrokeshire in Wales. Sie ist bekannt für römisch-britische Überreste.
Der Name, der im Jahre 1480 als Goteholme überliefert wurde, stammt aus dem Altnordischen und bedeutet „Ziegeninsel“. Wikinger überfielen im 9. und 10. Jahrhundert häufig dieses Gebiet.
Das etwa vier Hektar große und maximal 40 m hohe Gateholm liegt am Westende der Marloes Sands und ist über die Albion Sands bei Ebbe zugänglich. Die Insel besteht aus Old-Red-Sandstein. Die außergewöhnliche Exposition hier und auf den Albion Sands, haben dazu geführt, dass die Insel als Kandidat für den Schutz als geologische Stätte von besonderem wissenschaftlichen Interesse (SSSI) aufgenommen wurde.

## Archäologie
Auf der Insel liegen rund 130 Reste von runden und rechteckigen Hütten. Die rechteckigen waren zumeist in Reihen mit kleinen Innenhöfen angeordnet. Ausgrabungen einiger Hütten, die 1910 und 1930 erfolgten, fanden Belege für eine Nutzung in römischer Zeit, durch Funde von Münzen, Töpferware und einem kleinen Bronzehirsch. Von besonderem Interesse war die Entdeckung einer Bronzenadel irischen Ursprungs aus dem 6. Jahrhundert. Die Häuser wurden aus Rasen mit Steinfassaden gebaut. In einem der Häuser war ein Steinphallus, aufrecht in einem der Pfostenlöcher begraben. Der Ort wurde als römisch-britische Siedlung mit späterer Nutzung als Kloster interpretiert.
In der Nähe liegt das Hillfort Victoria Bay.